# VIAPAC
Projet d’envergure européenne, VIAPAC – Route de l’art contemporain relie les villes de Digne-les-Bains, en France, à Caraglio, en Italie, grâce aux œuvres de douze artistes contemporains. Les œuvres de cette Route, toutes réalisées spécifiquement pour les lieux sur lesquels elles sont implantées (sites naturels, édifices patrimoniaux), sont de véritables clés de lecture pour comprendre de manière originale l’identité de ce territoire bas-alpin.

## Présentation
VIAPAC – Route de l’art contemporain est un itinéraire artistique de 200 km de long, un musée à ciel ouvert entre Digne-les-Bains (France) et Caraglio (Italie). Connexion artistique mais aussi touristique, cette Route est une invitation à découvrir ce territoire transfrontalier différemment grâce l'intervention plastique de douze artistes régionaux, nationaux et internationaux. Chaque artiste a choisi un lieu sur le parcours pour y installer une œuvre pérenne conçue spécifiquement pour le lieu dans lequel elle prend place (sites naturels, monuments historiques, patrimoine local, zone frontière…).
Inscrite dans la tradition de l'histoire de l'art européen, la Route de l’art contemporain renoue avec l'histoire du tourisme qui prend ses racines dans une volonté de se cultiver en voyageant. N’étant pas exposées au bord des routes, les œuvres du VIAPAC incitent les visiteurs à quitter leur véhicule pour arpenter le paysage et aller à la rencontre des sites. Le dialogue qui se crée tout au long du parcours entre histoire locale et création contemporaine permet d’apporter une vision renouvelée du territoire et de sensibiliser le public à l’art actuel.
Ce projet est le fruit d’une coopération transfrontalière Alcotra portée par le conseil général des Alpes-de-Haute-Provence et la Réserve naturelle géologique de Haute-Provence en France ainsi que la région Piémont et l’association culturelle Marcovaldo en Italie. Il a été conçu pour être un outil de valorisation de la zone transfrontalière et de développement des liens culturels historiques que le département des Alpes-de-Haute-Provence entretient avec la province de Coni.
L’installation des œuvres du VIAPAC s’est échelonnée entre 2011 et 2012 venant ainsi compléter le « musée à ciel ouvert » qui se constitue depuis près de vingt ans sur ce territoire bas-alpin grâce à la collaboration initiale du musée Gassendi/CAIRN, avec la Réserve naturelle géologique de Haute-Provence.

## Œuvres et artistes côté français

### Paul-Armand Gette,Des cheveux de Vénus aux splendeurs de la nuit(2011)
- 1. Les cheveux de Vénus, Musée Promenade, Digne-les-Bains (44.1104°N - 6.227°E)
- 2. La Capture du Bès par la Bléone, Digne-les-Bains (44.1309°N - 6.2383°E)
- 3. La mer Burdigalienne, La Javie (44.2068°N - 6.2736°E)
- 4. Au fond du lit de la rivière (Oligocène !), La Javie (44.2168°N - 6.276°E)
- 5. Les effets du contact (secondaire tertiaire), La Javie (44.2153°N - 6.2759°E)
- 6. La source chaude !, Fontchaude, La Javie (44.2256°N - 6.2685°E)
- 7. La forêt carbonifère, Clue de Verdaches, Auzet (44.2777°N - 6.302°E)
- 8. La cascade, Saut de la Pie, Auzet (44.2777°N - 6.302°E)
- 9. Les Splendeurs de la nuit, Auzet (44.2862°N - 6.31°E)

10 Pavilion de Hannibal [Le Vernet]

### Joan Fontcuberta,Les Hydropithèques(2003-2011)
- Le solitaire : Musée-Promenade, Digne-les-Bains (44.1094°N – 6.2258°E)
- Les amoureux : vallée du Bès, La Robine-sur-Galabre (44.2068°N – 6.2736°E)
- La Sainte Famille : vallée du Bès, Barles (44.2715°N – 6.298°E)
- Troupeau d’Hydropithèques : vallée de la Haute-Bléone, Prads-Haute-Bléone (44.1856°N – 6.4249°E)
- Scène de crime : vallée de l’Arigéol, Prads-Haute-Bléone (44.2351°N – 6.411°E)

### Richard Nonas,Edge-Stones: Vière et les moyennes montagnes(2011)
- Hameau de Vière, Prads-Haute-Bléone (44.2595°N – 6.4473°E)

### Stéphane Bérard,Mille plateaux-repas(2011)
- Lieu-dit de Lou Passavou, Le Vernet (44.2836°N – 6.3935°E)

Trevor Gould, Le pavilion d'Hannibal (2014)
- Lieu-dit de Lou Passavou, Le Vernet (44.2836°N – 6.3935°E)

### Mark Dion,Le donjon de l’ours qui dort(2011)
- Fort de Seyne-les-Alpes (44.3527°N – 6.3545°E)

### Jean-Luc Vilmouth,Comme un noyau, un voyage de l’esprit(2011)
- Fort de Saint-Vincent-les-Forts (44.4458°N – 6.3728°E)

### David Renaud,Table-relief(2011)
- Col de Larche (44.4226°N – 6.8973°E)

### Gilles Toutevoix,Si une ligne a deux côtés(2012)
- Œuvre sonore en diffusion sur support internet www.viapac.eu (0°N – 0°E)

## Œuvres et artistes côté italien

### Pascal Bernier,Shell(2012)
- Roccasparvera, hameau de Castelletto (44.3447°N – 7.4178°E)

### Victor Lòpez Gonzàlez,Il contrabbandiere(2012)
- Demonte (44.3154°N – 7.2959°E)

### Pavel Schmidt,Rinascimentale mentale a Demonte(2011-2012)
- Demonte (44.3154°N – 7.2959°E)

### Paolo Grassino,Incursione(2012)
- Aisone (44.3133°N – 7.2151°E)

### David Mach,Giants(2012)
- Vinadio (44.3097°N – 7.1809°E)